# Shark Hunter
Shark Hunter is een computerspel dat in 1984 werd ontwikkeld en uitgegeven door Electric Software Limited. De speler speelt een Eskimo die met proberen de vissen te beschermen van haaien. Hij kan een harpoen gebruiken en op ijsschotsen springen. Het perspectief van het spel wordt weergegeven in de derde persoon.